# О Джін Хьок
О Джін Хьок  (кор. 오 진혁, 15 серпня 1981) — корейський лучник, олімпійський чемпіон.

## Виступи на Олімпіадах
| Олімпіада   | Дисципліна             | Місце |
| ----------- | ---------------------- | ----- |
| Лондон 2012 | індивідуальна першість | 1     |
| Лондон 2012 | командна першість      | 3     |
| Токіо 2020  | індивідуальна першість | 17    |
| Токіо 2020  | командна першість      | 1     |